# Central nuclear Metsamor
La Central Nuclear Metsamor (en armenio:Մեծամոր ատոմակայան, en ruso:Армянская АЭС) es la única central nuclear de Armenia, y fue construida durante la época soviética, en 1969, en la provincia de Armavir. Terminadas las obras en 1971 se rellena su núcleo y su etapa operativa inicia a fines del año 1976.
La central se encuentra cerca de la localidad de Metsamor, construida en 1969 para albergar a los trabajadores de la planta nuclear. Fue diseñado por el arquitecto armenio Martin Mikayelyan y su nombre deriva del cercano río. Su población en 2011 era de 9.191 personas.

## Historia
Fue construida durante los años 1970 a 30 km al oeste de la Ereván, la capital de Armenia. La planta fue equipada con dos reactores nucleares del modelo VVER-440 V230, y la tecnología usada para la época de su construcción no es lo más aceptable en cuanto a sus estándares, frente a los estándares de seguridad modernos. La central eléctrica produce el cerca de 40% de la electricidad que consume el país.
Fue clausurada temporalmente debido al terremoto de magnitud 6,8 de 1988 en Armenia. Sin embargo, los bloqueos por Turquía y Azerbaiyán, que crearon escasez en el suministro de energía en el país, hicieron que el gobierno armenio reabriera la planta de nuevo en 1993. El reactor de la unidad 2 fue puesto nuevamente en servicio el 26 de octubre de 1995.
Las autoridades de Ereván acordaron cerrar la planta Metsamor formalmente en el 2007, tras varios años después de presiones provenientes desde Estados Unidos y la Unión Europea, cuyos organismos de seguridad afirmaban totalmente insegura su operación, aparte, están promoviendo la construcción de su propia versión del reactor.[cita requerida]  Según informes de la UE, se había clasificado a los reactores refrigerados por agua Modelo VVER 440-V230 como uno de los "menos fiables y dentro de la categoría de los más antiguos" de todos los 66 reactores de construcción soviética en Europa oriental y los países de la antigua Unión Soviética. La UE ha confundido el V270 con el V230, similar en su diseño, pero que a menudo es confundido con otros reactores como los RBMK, muy diferentes de los reactores del modelo VVER. Sin embargo, la OIEA ha encontrado que la Central de Metsamor tiene adecuados estándares de seguridad, pudiendo operar más allá de su vida útil de diseño.
Hakob Sanasaryan, un químico y activista ambientalista y líder de la Unión Verde de Armenia, afirmó en 2003 que la central nuclear de Metsamor no cumplía con las normas de seguridad nuclear internacionalmente aceptadas, debido a la falta de un recipiente de contención de fugas primario, obviado en su construcción.
El 23 de abril de 2007, el director de la Agencia Federal para la Energía Atómica de Rusia (Rosatom), Sergei Kiriyenko; se reunió con el ministro de la Energía de Armenia, Armen Movsisyan; y el ministro de Ecología, Vardan Ayvazyan; donde la parte rusa indicó la disposición de Moscú para ayudar a Armenia a construir una nueva central nuclear, en el caso de que el gobierno armenio optara por ello, su dirección estaría a la cabeza de la nación caucásica y contaría con la asesoría de Rusia. Esta declaración fue seguida por el discurso dado a estudiantes de la Universidad Estatal de Ereván el 27 de abril del mismo año por el expresidente Robert Kocharyan, en el cual se dijo que el serio trabajo sobre el destino de la energía atómica en Armenia estaba en marcha, y que las medidas prácticas se tendrían para darle una dirección definitiva en el período 2008-09. El presidente consideró que era deseable construir una nueva central nuclear sobre la base de las infraestructuras existentes, añadiendo a éstas las nuevas tecnologías disponibles. Sin embargo, en sus propias palabras, era necesario determinar la cantidad necesaria y examinar el impacto que tendría dicha determinación sobre las tarifas de la electricidad. Robert kocharián dijo que en el periodo 2012-13 se adelantarían los trabajos, llevándose a cabo la construcción de una nueva central nuclear y las obras necesarias para modernizar la actualmente operativa.
Armen Movsisyan también ha anunciado que se ha tomado la decisión de construir una nueva unidad en la planta de energía nuclear en operación para sustituir a la que haya que desmantelar. La nueva unidad aportaría 1000 MW, lo que "no sólo satisface las necesidades de Armenia y reduce su dependencia de combustibles fósiles [gas, petróleo, etc] considerablemente, sino que también tendría cierta importancia en la reducción de la dependencia energética de la región". Está en marcha el desarrollo de un estudio de factibilidad para la construcción de un nuevo reactor en la central nuclear de Metsamor, todo ello con la asistencia de especialistas extranjeros. Este trabajo se espera que esté terminado dentro de 1 a 2 años. Otra idea propuesta sería la de tener el soporte de la unidad 1.200 MW. El costo del proyecto llegaría a la suma de entre US$ 4 mil millones a 5,2 hasta 7,2 mil millones, dependiendo de la potencia de la planta. El ministro armenio de Energía y Recursos Naturales Areg Galstyan dijo que la construcción de la nueva planta de energía nuclear puede comenzar en el 2011. Se espera que la nueva central nuclear, que se encargó en 2011, esté operativa en 2017. Los Estados Unidos han respaldado los planes para una nueva central nuclear armenia planta y se ha comprometido a ayudar a los estudios de viabilidad, dado el respaldo y la buena conducta del gobierno armenio; los cuales son necesarios para la ejecución del proyecto, de varios miles de millones de dólares. El 29 de noviembre de 2007, el gobierno armenio aprobó un plan para cerrar la planta de energía nuclear operativa, pero no dio fecha específica. De acuerdo con el ministro de Energía Armen Movsisyan, el cierre podría costar hasta US$ 280 millones.
En diciembre de 2008, los avances del Gobierno de Armenia para cumplir las normas internacionales de seguridad en cuanto a su uso de la energía nuclear en la Central Nuclear de Metsamor fueron elogiados por el Consejo el presidente de Seguridad Nuclear de la Agencia de Energía Atómica Internacional, Adolf Birkhofer; quien también felicitó el desarrollo general del sistema de energía en el país.
En febrero de 2009, el gobierno armenio anunció una licitación para una nueva unidad de 1000 MW. En mayo del mismo año, la compañía australiana Worley Parsons fue elegida para administrar el proyecto y se le asignó un contrato de gestión de US$460 millones, el cual fue firmado en junio del mismo año. Los actos legislativos que peritirían la construcción de otra central con unidades de hasta 1.200 MW de capacidad en el área de la actual central de Metsamor se aprobaron en junio de 2009. En diciembre, el gobierno estableció, con la aprobación de su senado; la empresa JV Metzamorenergoatom, una sociedad mixta anónima ruso-armenia con capital dividido en partes iguales, entre el Ministerio de Energía y Recursos Naturales de Armenia con la sociedad nuclear rusa Atomstroyexport, y con paquetes accionarios ofrecidos a otros inversores. Esta sociedad será la que construirá las nuevas unidades, una AES-92 de 1060 MW (con un reactor del modelo VVER-1000-V-392) y que tendría una vida útil de 60 años al momento en la actual localidad de Metsamor.
En marzo de 2010 se firmó un acuerdo con la estatal rusa Rosatom para proporcionar los equipos para el reactor V-392. Para ello, en agosto del mismo año se firmó un acuerdo intergubernamental para establecer que la sociedad atómica rusa construirá al menos un reactor VVER-1000, y que se le encargará el suministro de combustible nuclear para ésta unidad, así como se encargaría de desmantelar la unidad IT-2. La construcción debió comenzar en el final de 2012 o a principios de 2013 y se espera que cueste hasta US$5 mil millones. El cliente y el propietario de los nuevos reactores, así como la electricidad generada, serán para que los administre Metzamorenergoatom, siendo Atomstroyexport el contratista principal del mantenimiento y abastecimiento de combustible para dicha central.
En el acuerdo, el gobierno de Armenia se compromete a comprar toda la electricidad producida a tasas comerciales, permitiendo el retorno de la inversión a sus financiadores por 20 años. Metzamorenergoatom se constituyó para financiar al menos el 40% de la construcción, y a principios de 2012 Rusia acordó financiar hasta el 50% del proyecto. La última fecha acordada para la puesta en servicio fue en el periodo 2019-20.
A raíz de la crisis nuclear de Fukushima en el 2011, la combinación de diseño y ubicación de Metsamor ha sido propuesta para que sea nominada como una de las plantas nucleares más peligrosas del mundo. La central de Metsamor es hoy día uno de los muy pocos reactores nucleares que quedan de su tipo construidos sin las muy indispensables estructuras de contención primaria. Sin embargo, la OIEA ha encontrado que la planta cuenta con la seguridad adecuada y puede funcionar más allá de su vida útil de diseño. Autoridades de Armenia y expertos nucleares también han descartado la posibilidad de una repetición de accidentes como el de Chernóbil o el de Fukushima en dicha central, citando numerosas mejoras de seguridad, tras las cuales la planta ha recibido su recertificación de operación internacional, todo ello en el marco de las obras de adaptación para la reinicialización de uno de sus reactores en 1995.
Los materiales de reaprovisionamiento de la planta se agotarán antes de 2016, así que la administración de Armenia está discutiendo actualmente el tema de la construcción de una nueva planta de energía nuclear de entre 1000 a 1.200 MW, con un costo proyectado de entre US$4 mil millones hasta US$ 5,2 hasta, e incluso de US$7,2 mil millones de dólares, respectivamente. El ministro armenio de Energía y Recursos Naturales; Areg Galstyan, dijo que la construcción de la nueva planta de energía nuclear podría comenzar en 2011. Se espera que la nueva central nuclear inicie sus operaciones en 2017.

## Características
La planta de Metsamor fue construida con capacidad para soportar un terremoto de hasta 9 grados de magnitud en la escala de Richter, y el reactor se enfriaría en tal contingencia por un segundo circuito de refrigeración, el cual se compone de un sistema separado mediante una barrera. Sin embargo, no tiene una capa de protección que absorba elementos dañinos y/o agotados en caso de un accidente. La nueva planta de energía nuclear que también se construye será dotada con una capacidad de sismoresistencia similar para que tenga al menos una resistencia sísmica, sino mayor; a 9 grados de magnitud.

## Reactores

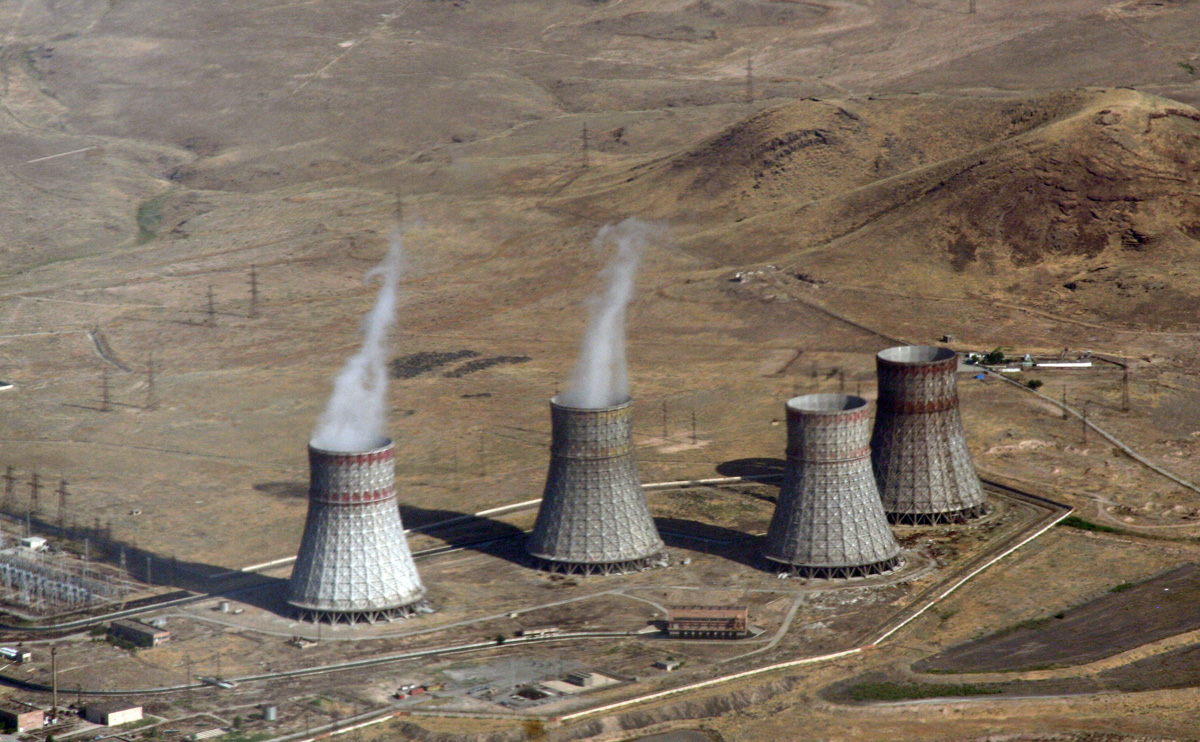
Torres de refrigeración de los reactores de Metsamor.

| Unidades  | Tipo                 | Salida Eléctrica neta (en MW) | Salida Eléctrica total (en MW) | Inicio del proyecto | Primera fase de criticidad | Paradas/apagado       |
| --------- | -------------------- | ----------------------------- | ------------------------------ | ------------------- | -------------------------- | --------------------- |
| Armenia-1 | VVER-440 Modelo V270 | 376 MW                        | 408 MW                         | 01 de julio de 1969 | 22 de diciembre de 1976    | 25 de febrero de 1989 |
| Armenia-2 | VVER-440 Modelo V270 | 376 MW                        | 408 MW                         | 01 de julio de 1975 | 05 de enero de 1980        |                       |